# Пайн-Лейк (Вісконсин)
Пайн-Лейк (англ. Pine Lake) — місто (англ. town) в США, в окрузі Онейда штату Вісконсин. Населення — 2724 особи (2020).

## Демографія
Згідно з переписом 2010 року, у місті мешкало 2740 осіб у 1136 домогосподарствах у складі 824 родин. Було 1617 помешкань
Расовий склад населення:
| - 97,4 % — білих - 0,9 % — азіатів - 0,7 % — корінних американців - 0,1 % — вихідців з тихоокеанських островів - 0,1 % — чорних або афроамериканців |

До двох чи більше рас належало 0,8 %. Частка іспаномовних становила 0,4 % від усіх жителів.
За віковим діапазоном населення розподілялося таким чином: 20,1 % — особи молодші 18 років, 61,9 % — особи у віці 18—64 років, 18,0 % — особи у віці 65 років та старші. Медіана віку мешканця становила 46,7 року. На 100 осіб жіночої статі у місті припадало 108,2 чоловіків;  на 100 жінок у віці від 18 років та старших — 103,9 чоловіків також старших 18 років.
Середній дохід на одне домашнє господарство  становив 77 281 долар США (медіана — 63 210), а середній дохід на одну сім'ю — 89 417 доларів (медіана — 69 550). Медіана доходів становила 48 472 долари для чоловіків та 32 938 доларів для жінок. За межею бідності перебувало 9,3 % осіб, у тому числі 22,7 % дітей у віці до 18 років та 3,0 % осіб у віці 65 років та старших.
Цивільне працевлаштоване населення становило 1465 осіб. Основні галузі зайнятості: освіта, охорона здоров'я та соціальна допомога — 29,4 %, роздрібна торгівля — 17,4 %, виробництво — 11,9 %, фінанси, страхування та нерухомість — 6,7 %.